# Berta Benc
Berta Benc (rođena kao Berta Ringer, 3. maj 1849 — 5. maj 1944) bila je pionir nemačke auto industrije, kao i poslovni partner i supruga nemačkog, automobilskog pronalazača Karla Benca. 5. avgusta 1888. godine postala je i prva osoba koja je automobilom prešla veliku udaljenost, prešavši put od 106 kilometara. Uradivši ovo svetu je pokazala Bencovo motorno vozilo i tako obezbedila prve porudžbine kompaniji svog supruga.

## Biografija

### Detinjstvo, mladost i udaja
Berta Ringer rođena je 1849. godine u bogatoj porodici iz Pforchajma. Kao neudata žena imala je pravo da bude investitor, pa je deo miraza investirala u firmu za proizvodnju gvozdene konstrukcije. Nakon udaje za Karla 20. jula 1872. godine po nemačkom zakonu nije mogla da bude investitor, ali je njen miraz bio finansijska pomoć za proizvodnju kola bez konja koja su bila završena u decembru 1885. godine. U braku sa Karlom imala je petoro dece.

### Patent Motornog vozila
Kompanija Benz 1886. godine pokazala je patent motornog vozila. Napravljeno je 25 primeraka Modela I ovog vozila koje se smatra prvim automobilom na svetu. Imao je konstrukciju bicikla, sklopiv krov i tri točka. Model II imao je četiri točka. Modelom III Berta je prešla put od 106 kilometara, što se smatra prvim velikim putovanjem.

### Prvo putovanje
Jutra 5. avgusta 1888. godine tridesetdevetogodišnja Berta se sa svojim sinovima Rihardom i Eugenom uputila iz Manhajma u Pforchajm. Bez znanja svog supruga odlučno je pokrenula automobil i krenula na put dugačak 106 kilometara. Razlog putovanja bila je poseta majke. Znajući da u rezervoaru ima samo 4,5 litara benzina morala je da pronađe Ligroin, naftni rastvarač koji je mogao da zameni benzin. Njega je bilo moguće nabaviti u apoteci pa se uputila u Visloh da ga nabavi, kasnije je tu otvorena prva benzinska stanica. Nedovoljna snaga motora zahtevala je pomoć, pa su često sinovi gurali automobil uzbrdo. Zbog kvara kočnica morali su da se zaustave i Berta je od obućara tražila da im od kože napravi kočnice i tako je nastao kočioni sistem sa pločicama. Nakon uspešnog putovanja telegramom se javila suprugu i nakon nekoliko dana uspešno se vratila. Ovo putovanje osiguralo je uspeh kompaniji Benc, jer su ljudi bili sigurni u automobile zahvaljujući Berti.

### Počasni senator
Na njen rođendan 3. maja 1944. godine odlikovana je za počasnog Senatora Tehničkoh Univerziteta iz Karlsrue. Samo nakon dva dana preminula je u svojoj vili. Karl je objavio jednu uspomenu na svoju suprugu: "Jedina osoba koja je ostala sa mnom na malom brodu života kada mu je bilo suđeno da potone bila je moja supruga, hrabro i odlučno postavila je jedra i kanape."

### Memorijalna ruta Berte Benc
Memorijalna ruta Berte Benc zvanično je podržana 2008. godine kao industrijsko nasleđe čovečanstva i kao spomen na Bertu Benc. Produžena je sa 106 na 194 kilometara.